# Doug Aldrich
Doug Aldrich (født 19. februar 1964 i Raleigh, North Carolina), er en elektrisk guitarist i den Los Angeles-baserede hård rockstil. Siden 2003 har han været medlem af Whitesnake. Han dannede sammen med sangeren med Keith St.John i 1998 bandet Burning Rain og har spillet tidligere med bands Dio, Lion og Bad Moon Rising. Han har også udgivet flere solo-albums.

## Diskografi

### Solo
- 1994 – Highcentered
- 1997 – Electrovision
- 2001 – Alter Ego

### Lion
- 1986 – Power Love
- 1987 – Dangerous Attraction
- 1989 – Trouble In Angel City

### Hurricane
- 1990 – Slave to the Thrill

### House of Lords
- 1990 – Sahara

### Bad Moon Rising
- 1991 – Full Moon Fever (Mini Album)
- 1991 – Bad Moon Rising
- 1993 – Blood
- 1993 – Blood On The Streets (Mini Album)
- 1995 – Opium For The Masses
- 1995 – Moonchild (Single)
- 1995 – Junkyard Haze (EP)
- 1999 – Flames On The Moon
- 2005 – Full Moon Collection

### Burning Rain
- 1999 – Burning Rain
- 2000 – Pleasure to Burn

### Dio
- 2002 – Killing The Dragon
- 2005 – Evil Or Divine: Live In New York City
- 2006 – Holy Diver - Live

### Whitesnake
- 2006 – Gold
- 2006 – In the Still of the Night Live
- 2006 – Live: in the Shadow of the Blues
- 2007 – 1987: 20th Anniversary Collectors Edition
- 2008 – Good To Be Bad
- 2011 - Forevermore

## Dvd'er og videoer
- 1997 – The Electro-Lesson / Guitar vejledningsfilm
- 2005 – Dio - Evil Or Divine: Live In New York City
- 2006 – Dio - Holy Diver Live
- 2006 – Whitesnake - In the Still of the Night Live